# Аурольцмюнстер
Аурольцмюнстер (нем. Aurolzmünster) — ярмарочная община (нем. Marktgemeinde) в Австрии, в федеральной земле Верхняя Австрия.
Входит в состав округа Рид-им-Иннкрайс.  Население составляет 2952 человека (на 31 декабря 2005 года). Занимает площадь 16 км². Официальный код  —  41203.

## Политическая ситуация
Бургомистр общины — Вальтер Шнайдербауэр (СДПА) по результатам выборов 2003 года.
Совет представителей общины (нем. Gemeinderat) состоит из 25 мест.
- СДПА занимает 11 мест.
- АНП занимает 9 мест.
- АПС занимает 5 мест.